# Disocactus speciosus subsp. blomianus
A Disocactus speciosus subsp. blomianus taxon a legújabb érvényben lévő rendszerek értelmében a Disocactus speciosus faj egyik alfaja. A korábban Heliocereus elegantissimus néven leírt faj is ide tartozik.

## Elterjedése
Mexikó, Chiapas állam, közel Oaxaca határához.

## Jellemzői
Kezdetben felegyenesedő, idősen lecsüngő hajtású növény, zöld, az alapfajnál vaskosabb hajtásokkal. Szára három-négy bordával tagolt, bázisán erősen négy bordás, 15–20 mm átmérővel, az areolák között mélyen bevágott. Areolái 20–30 mm távolságban fejlődnek, az alsók szőrösek és max. 8 tövist viselnek, melyek 8 mm hosszúak, a felsők kevéssé szőrösek, és 6 tövist hordoznak, melyek 4 mm hosszúak. Virágai 150–180 mm hosszúak, vöröses-narancssárgák, 150–180 mm átmérőjűek. Pericarpiuma zöldes-barnás, barnásfehér töviseket hordoz. A virágtölcsér 75–85 mm hosszú, sársászöld, kis pikkelyekkel fedett, melyek hónaljában szőrök és 2-6 tövis fejlődik. A szirmok narancsos-vöröses színűek. A porzószálak tövükön zöldesek, a portokok fehéres-rózsaszínűek. A bibeszál tövén krémfehér, csúcsa narancsvörös.